# Lasiocala detingomaria
Lasiocala detingomaria är en skalbaggsart som beskrevs av Soula 2006. Lasiocala detingomaria ingår i släktet Lasiocala och familjen Rutelidae. Inga underarter finns listade i Catalogue of Life.